# Jalón (település)
Jalón község Spanyolországban, Alicante tartományban. Lakosainak száma 3042 fő (2024). Jalón Alcalalí, Altea, Benissa, Callosa d’en Sarrià, Llíber, Pedreguer és Tárbena községekkel határos.

## Népesség
A település lakosságának változását az alábbi diagram mutatja:
| Lakosok száma | 2167 | 2400 | 2946 | 3235 | 3320 | 2793 | 2648 | 2739 | 2892 | 3042 |
|               | 2001 | 2004 | 2006 | 2009 | 2011 | 2014 | 2016 | 2019 | 2021 | 2024 |